# 구민서
구민서(具民書, 2002년 4월 17일 ~ )은 대한민국의 축구 선수로, 포지션은 센터포워드이다. 현재 K리그2 수원 삼성 블루윙즈 소속이다.